# Зулонас, Пятрас Йонович
Пятрас Йонович Зуло́нас (1910—1982) — советский литовский актёр. Заслуженный артист Литовской ССР (1954). Лауреат Сталинской премии третьей степени (1952).

## Биография
Родился 3 (16 января) 1910 года в деревне Чёвиджяй (ныне Купишкский район, Литва). В 1933 году окончил драматическую студию, принял участие в работе «Театра молодых». С 1934 года актёр кукольного театра в Каунасе, с 1934 года — Каунасского ДТ, с 1940 года — ГДТ Литовской ССР в Вильнюсе. Член ВКП(б) с 1948 года. Умер 26 января 1982 года в Вильнюсе.
Жена — актриса Адельфина Будрикайте (1921—1985).

## Творчество

### Роли в театре
- «В бурю» Т. Н. Хренникова — В. И. Ленин
- «Бесприданница» А. Н. Островского — Юлий Капитонович Карандышев.
- «Плоды просвещения» Л. Н. Толстого — Алексей Владимирович Кругосветлов.
- «Незабываемый 1919-й» В. В. Вишневского — В. И. Ленин; Александр Аполлонович Рыбалтовский.
- «Бронепоезд 14-69» Вс. В. Иванова — Васька Окорок.
- «Русские люди» К. М. Симонова — Иван Никитович Сафонов.
- «Коварство и любовь» Ф. Шиллера — Вурм.
- «Правда кузнеца Игнотаса» А. А. Гудайтис-Гузявичюса — Декснис.

### Избранная фильмография
Снялся в эпизодичных ролях в более десятка фильмах, в том числе:
- 1956 — Игнотас вернулся домой — эпизод.
- 1956 — Мост — гость.
- 1959 — Юлюс Янонис — эпизод.
- 1967 — Игры взрослых людей — директор базы.
- 1978 — Стратегия риска — эпизод.
- 1981 — Добро ксендза черти ловят — эпизод.
- 1981 — Капли дождя — Рентселис, врач.

## Награды и премии
- Орден Трудового Красного Знамени. (1954)[1]
- Заслуженный артист Литовской ССР. (1954)
- Сталинская премия третьей степени (1952) — за исполнение роли Рыбалтовского в спектакле «Незабываемый 1919-й» В. В. Вишневского.